# Tomojiro Ikenouchi
Tomojirō Ikenouchi (Japans: 池内 友次郎, Ikenouchi Tomojirō) (Tokio, 21 oktober 1906 – aldaar, 9 maart 1991) was een Japans componist en muziekpedagoog.

## Levensloop
Ikenouchi studeerde aan de Keio Universiteit. Vanaf 1927 studeerde hij bij Paul Fauchet, Georges Caussade (compositie), Lazare Lévy en Henri Büsser (muziektheorie) aan het Conservatoire national supérieur de musique in Parijs. In 1937 kwam hij weer terug naar Japan. Na zijn terugkomst werd hij tot 1946 docent aan de Nihon Universiteit in Chiyoda. In 1947 werd hij tot professor voor compositie benoemd aan de Tokyo National University of Fine Arts and Music (nu: Tokyo University of the Arts (東京藝術大学 Tōkyō Gei-jutsu Daigaku)), in Tokio. Tot zijn talrijke leerlingen behoorden Ryohei Hirose, Toshi Ichiyanagi, Shin’ichirō Ikebe, Maki Ishii, Kiyoshige Koyama, Michio Mamiya, Teizō Matsumura, Toshiro Mayuzumi, Akira Miyoshi, Makoto Moroi, Goro Natori, Shoko Natsuda, Akira Nishimura, Teruyuki Noda, Roh Ogura, Eiko Orita, Makoto Shinohara, Kōhei Tanaka, Akio Yashiro, Isang Yun en anderen.
Ikenouchi schreef vooral orkestwerken en kamermuziek. Hij ontving talrijke binnen- en buitenlandse prijzen en onderscheidingen zoals in 1952 als Ridder in het Franse Legioen van Eer, in 1975 Orde van de Rijzende Zon IIIe Klasse met gouden ster en cravatte en in 1986 als Person of Cultural Merit in Japan.

## Composities (Uittreksel)

### Werken voor orkest
- Kumano (Yuya), symfonische suite voor sopraan en orkest
- Little squirrel, voor zangstem en orkest

### Vocale muziek

#### Werken voor koor
- Burden of love, voor gemengd koor en pauken
- Osaka Prefectural Shimizudani High School Song, voor samenzang

#### Liederen
- Sonatina, voor sopraan en piano

### Kamermuziek
- 1987 Prelude and canon, voor strijkkwartet
- 1988 Sonatina nr. 2, voor viool en piano
- 1988 Sonatina nr. 3, voor cello en piano
- Japanese old folk ballad, voor cello en piano
- Japanese anthology, voor dwarsfluit, klarinet, fagot, hoorn, 2 violen, altviool en cello

### Werken voor piano
- 1967 Sonatina nr. 1
- Thanks Extravaganza, voor piano duet

## Publicaties
- Wasei - riron to jisshu - bekkan